# Убей (село)
Убей (чув. Пасарлӑ Упи) — село в составе Село-Убейского сельского поселения Дрожжановского района Республики Татарстан.
Располагается на реке Малая Цильна в 140 км к юго-западу от Казани, 15 км от административного центра Старое Дрожжаное и в 30 км к западу от железнодорожной станции Бурундуки.

## Название
Название села Убей, по утверждению историков[кто?], происходит от чувашского слова «Упа» (пер. на рус. — медведь), другие считают, что название произошло от древнего чувашского мужского имени «Упи».
Существует и другая легенда. Название села Убей произошло от русского слова «убей», но такое толкование считается неверным, потому что чуваши своим селам русские названия не давали. Считается[кем?], что одним из первооснователей села Убей является вождь булгарских чувашей по имени Упи.
В краеведческом музее Убеевской средней школы Дрожжановского района хранится документ «Краткая история села Убей». Этот документ-предание гласит: «Упи — это имя зачинателя этого рода. В XVII веке часть убеевцев переселилась в бассейн рек Булы и Оборжи, что ныне в Батыревском районе ЧР и образовали селение Юхма Уби. В 60-х годах XVII века многими их землями завладели Шигалинские чуваши и Шигырданские мишари, вытеснив их с этого места. Убеевцы были вынуждены продвинуться на юго-восток и основать другое селение — Начар Уби ... Жители этого селения затем переселились и на реку Цильна.

## История
По одной из версий, село Убей основано примерно в середине XVII века жителями сёл Начар-Убеево и Искандер (ныне село Красномайск Батыревского района Чувашии). 
В 1780 году при создании Симбирского наместничества село Убей Симбирского уезда вошло в состав Буинского уезда.
В 1838 г. в селе Убей учрежден сельский банк с основным капиталом в 2841 рубль 27 копеек.
В 1843 г. в селе Убей открылась приходская школа. Убеевская приходская школа, а также школа в селе Городище считаются первыми школами, открытыми в районе.
В 1892 г. село Убей соединено телефонной связью с городом Буинском.
Летом 1847 году открылась приходская церковь с колоколами для летнего обряда во имя Живоначальной Троицы. Архивные документы подтверждают, что в эти годы в селе Убей открылись школа, церковь и рынок.
В 1881 году в селе построили ещё одну церковь, но уже без колоколов, для зимнего обряда и назвали в честь Казанской иконы Божией Матери.
В июле, августе и сентябре 1893 года Симбирский губернатор В.Н. Акинфов при объезде всех уездов губернии составил заметки, в том числе и о селе Убей (как волостного центра) Буинского уезда. Далее приведем выдержки из его заметок: «В селе имеется квартира Пристава 1-го стана. Делопроизводство Пристава найдено в порядке (далее подмечены замечания)... Арестантская при становой квартире найдена вполне достаточною и вполне удобною. Почтовое отделение... При почтовом отделении с 1-го мая 1893 г. открыта сберегательная касса, но вкладов в нее сделано еще только на 12 рублей. Ремесленная школа. Учащихся в этой школе 14 человек, которые обучаются столярно-токарному мастерству. Земство отпускает на содержание этой школы по 300 рублей в год. Училище. Всех учащихся в Убеевском сельском училище в текущем учебном году 78 человек, в том числе 6 девочек. Учитель получает жалование 260 рублей в год». 
В 1878 г. при финансовой помощи помещика Снежинского была построена земская участковая больница, в 1901 г. была открыта аптека. В начале XXI века больницу и аптеку закрыли.
В конце 1920-х гг. на территории села был построен овощесушильный завод, который в годы Великой Отечественной войны снабжал фронт продовольствием.
На территории села Убей находились сельпо, маслозавод, ветряные мельницы. Сейчас эти здания не существуют.
В послевоенное время на территории села работали небольшая пекарня и столовая.
В 1930-е годы была построена двухэтажная деревянная семилетняя школа, позднее преобразована в среднюю.

## Инфраструктура
В селе имеются:
- Казанско-Богородицкая церковь
- Средняя общеобразовательная школа
- Детский сад
- Социальный приют для детей и подростков "Теплый дом"
- 3 продовольственных магазина
- Отделение почтовой связи
- Фельдшерский пункт
- Пожарная часть
- Музей П.В.Дементьева
- Убеевская сельская библиотека

## Известные люди
- Дементьев Пётр Васильевич (1907—1977) — министр авиационной промышленности СССР, генерал-полковник-инженер, дважды Герой Социалистического Труда.
- Немасев Сергей Егорович (1928—2006) — машинист портального крана, строитель Куйбышевской ГЭС им. В. И. Ленина, Герой Социалистического Труда.
- Тал-Мрза Георгий Васильевич (1895—1921) — один из первых чувашских драматургов.

## Достопримечательности
- Земская участковая больница (1878)